# Liste des ducs de Medinaceli

Blason des ducs de Medinaceli

Ceci est une liste des comtes, puis ducs de Medinaceli, possessionnés du comté, puis duché de Medinaceli, en Espagne :

## Comtes de Medinaceli
1. 1368-1381 : Bernard de Béarn (1350-1381), 1er comte de Medinaceli, fils illégitime de Gaston III de Foix-Béarn et mari d'Isabelle de La Cerda ;
2. 1381-1404 : Gastón de Bearn y de la Cerda (es) (vers 1371–1404), 2e comte de Medinaceli ;
3. 1404-1447 : Luis de la Cerda y Mendoza (es) (mort après 1447), 3e comte de Medinaceli ;
4. 1447-1454 : Gastón de la Cerda (es) (1414-1454), 4e comte de Medinaceli  ;
5. 1454-1479 : Luis de la Cerda y de la Vega (es) (1438-1501), 5e comte de Medinaceli.

## Ducs de Medinaceli

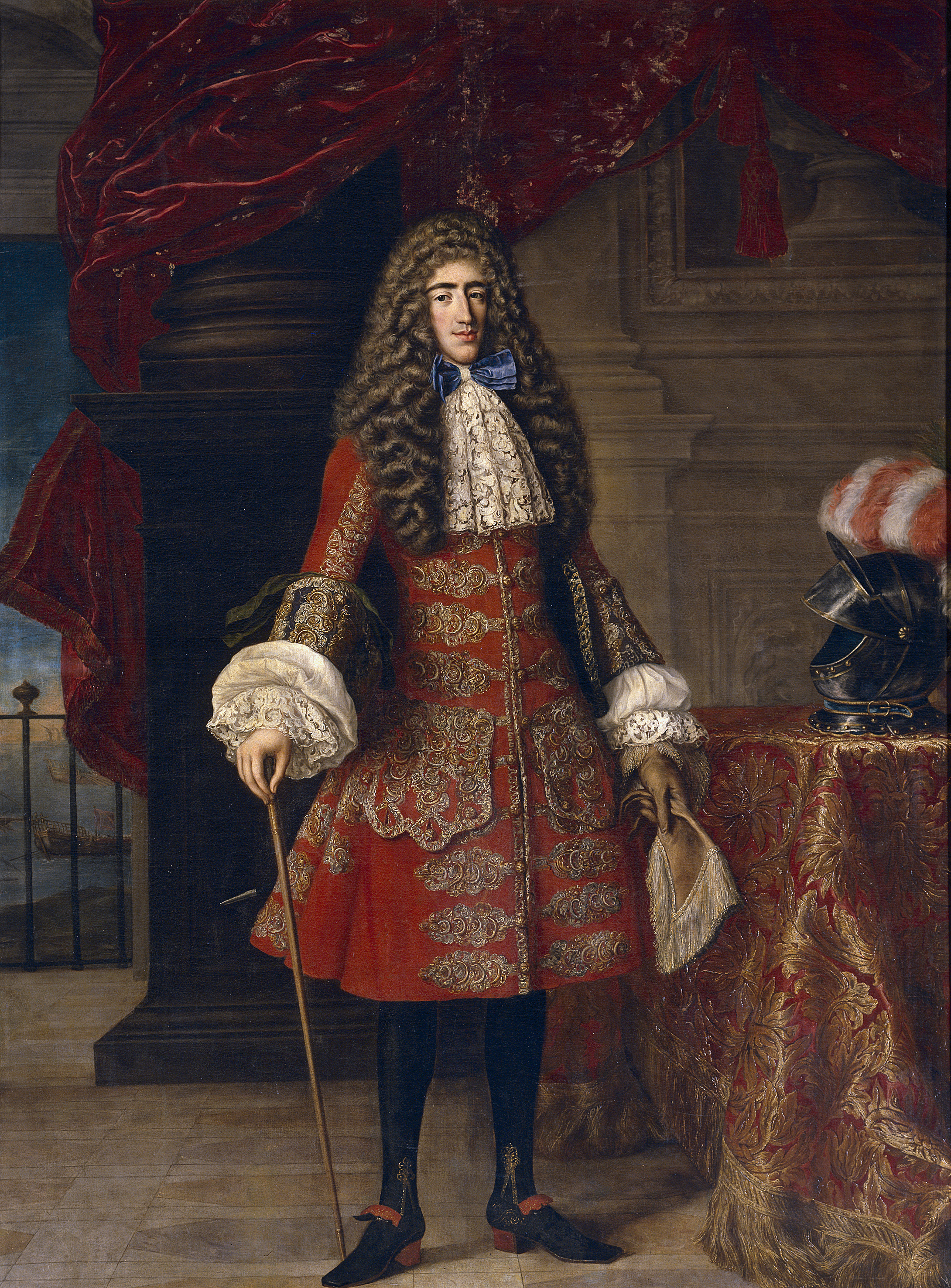
, IXe duc de Medinaceli (1654–1711).

En 1479, le comté de Medinaceli est élevé au rang de duché en faveur de Luis de la Cerda :
1. 1479 – 1501 : Luis de la Cerda y de la Vega (es), Ier duc de Medinaceli (1438–1501) ;
2. 1501 – 1544 : Juan de la Cerda (es), IIe duc de Medinaceli, avec sa lignée (1520) (1485–1544) ;
3. 1544 - 1552 : Gastón III de la Cerda y Portugal (en), IIIe duc de Medinaceli (1504–1552) ;
4. 1552 - 1575 : Juan de la Cerda y Silva (es), IVe duc de Medinaceli ( ? – 1575) ;
5. 1575 - 1594 : Juan Luis de la Cerda y Portugal (en), Ve duc de Medinaceli (1544–1594) ;
6. 1594 - 1607 : Juan de la Cerda y Aragón (en), VIe duc de Medinaceli (1569-1607) ;
7. 1607 - 1671 : Antonio Juan de la Cerda (en), VIIe duc de Medinaceli (1607–1671) ;
8. 1671 - 1691 : Juan Francisco de la Cerda, VIIIe duc de Medinaceli (1637–1691) ;
9. 1691 - 1711 : Luis Francisco de la Cerda y Aragón (es), IXe duc de Medinaceli (1654–1711) ;
10. 1711 - 1739 : Nicolás Fernández de Córdoba (es), Xe duc de Medinaceli  (1682–1739) ;
11. 1739 - 1768 : Luis Antonio Fernández de Córdoba y Spinola (es), XIe duc de Medinaceli (1704–1768) ;
12. 1768 - 1789 : Pedro de Alcántara Fernández de Córdoba (es), XIIe duc de Medinaceli (1730–1789) ;
13. 1789 - 1806 : Luis María Fernández de Córdoba y Gonzaga (ca), XIIIe duc de Medinaceli (1749–1806) ;
14. 1806 - 1840 : Luis Joaquim Fernández de Córdoba y Benavides (ca), XIVe duc de Medinaceli (1780–1840) ;
15. 1840 - 1873 : Luis Tomás de Villanueva Fernández de Córdoba Figueroa y Ponce de León (ca), XVe duc de Medinaceli (1813–1873) ;
16. 1873 - 1879 : Luis Fernández de Córdoba y Pérez de Barrados (es), XVIe duc de Medinaceli (1851–1879) ;
17. 1880 - 1956 : Luis Fernández de Córdoba y Salabert (es), XVIIe duc de Medinaceli (1879–1956) ;
18. 1956 - 2013 : Victoria Eugenia Fernández de Córdoba y Fernández de Henestrosa, XVIIIe duchesse de Medinaceli (1917-2013).
19. 2014 - 2016 : Marco de Hohenlohe-Langenburg y Medina, XIXe duc de Medinaceli (1962-2016);
20. 2017 : Victoria de Hohenlohe-Langenburg y Schmidt-Polex, XXe duchesse de Medinaceli (née en 1997).

## Autres titres
- Duc de Ciudad Real[1]
- Duc d'Alcala de los Gazules[1]
- Duc de Denia[1]
- Duc de Camiña[1]
- Marquis de Priego[1]
- Marquis de Aytona[1]
- Marquis de Torrecilla[1]
- Marquis de Camarasa[1]
- Marquis de Navahermosa
- Comte de Santa Gadea[1]
- Comte d'Ofalia